# Graffiti BBDO
Graffiti BBDO este prima agenție de publicitate înființată în România după decembrie 1989. Având sediul în București și un număr de 85 angajați, agenția a înregistrat în 2010 o cifră de afaceri de 9.182.561 Euro.

## Istoric
Graffiti a fost fondată în 1991 de către omul de afaceri Cristian Burci iar în 1992 s-a afiliat grupului BBDO devenind și prima agenție românească parte a unei rețele internaționale de agenții de publicitate.
În ceea ce privește rolul în dezvoltarea industriei de comunicare din România, Graffiti BBDO a fost prima agenție care și-a creat un departament specializat de strategie (în 1995), prima care a introdus profesionist pe piața de comunicare conceptul de CRM (Customer Relationship Management), și tot prima care a produs un spot pe peliculă cu scenariu românesc (pentru cafeaua Sahara/Elite in 1994)
O parte din numele importante ale publicității românești și-au început cariera în publicitate sau au lucrat o perioadă în cadrul Graffiti BBDO: Lucian Georgescu (Director de Creație și apoi Președinte al Graffiti BBDO între 1993 și 2003 iar mai târziu Fondator și Managing Partner GAV), Șerban Alexandrescu (copywriter la Graffiti BBDO începând cu 1994 iar mai târziu Fondator și Asociat Headvertising), Adrian Preda (Copywriter între 1999 și 2003 și Director de Creație al Graffiti BBDO între 2003 și 2005, apoi Director de Creație Tempo Advertising, MRM Worlwide Bucharest și Friends Advertising).  
Printre clienții pe termen lung ai agenției pe piața locală se numără Dacia, PepsiCo, Scandia Foods, Mars, Wrigley, Romtelecom (până în 2011), Uniqa, Tuborg (până în 2012), Real, Bayer, Henkel, British American Tobacco, Magic FM, Kiss FM, Lay’s, Pagini Aurii dar și clienți pro-bono precum Asociația React sau Asociația Salvează Vieți.
Graffiti BBDO este parte a BBDO Group Romania alături de Graffiti PR, Media Direction și Proximity Bucharest.

## Campanii
- 2000: Lansarea Pepsi Max în România
- 2001: Lansarea Pepsi Light în România
- 2002: Lansarea Pepsi Twist în România
- 2002: Lansarea Pate Sibiu
- 2003: Lansarea Mountain Dew în România
- 2004: Lansarea Dacia Logan
- 2004: Lansarea Pate Bucegi
- 2005: Lansarea Dacia Logan Diesel
- 2006: Lansarea Dacia Logan MCV
- 2006: Lansare Hypermarketului Real în România
- 2007: Lansarea noii imagini Tuborg și a noii sticle verzi
- 2008: Lansarea Dacia Sandero
- 2008: Lansare Muller în România
- 2009: Lansarea Pate Sadu
- 2010: Lansarea Dacia Sandero Orange
- 2010: Inițierea campaniei împotriva traficului de țigări contrafăcute pentru B.A.T.
- 2011: Lansare Pepsi Retro
- 2012: Lansare Dacia Lodgy
- 2012: Repoziționare Prigat
- 2012: Campanie de brand și CSR Petrom
- 2012: Campanie de imagine Ursus
- 2013: Campanie de lansare Ursus Cooler
- 2013: Campanie de lansare Rarăul MBS
- 2014: Campanie de lansare a ediţiei aniversare Dacia Logan 10 ani

## Premii

### Premii de eficiență
Din 2004, de când există festivalul de eficiență în comunicare Effie Awards în România, Graffiti BBDO a obținut 42 de premii Effie și 16 nominalizări, inclusiv Grand Effie în 2012 pentru campania Pepsi "Și ieri și azi". Agenția deține recordul pentru brandul premiat la cele mai multe ediții consecutive ale festivalului Effie Awards România – brandul Dacia a câștigat alături de Graffiti BBDO 9 premii Effie consecutive, câte unul în fiecare an din 2004 până în 2012.

### Premii de creativitate
Câteva dintre cele mai importante premii de creativitate câștigate de-a lungul timpului de Graffiti BBDO sunt: Agenția Anului 2009 la Ad’Or, Cel mai bun Print la Epica Awards în 2003, Aur în categoria Outdoor la Golden Drum în 2009, Golden Drumstick la Golden Drum în 2003, Aur la NY Festivals în 2007, Premiul I la Mobius Awards în 2002, Campania Integrată a anului 2011 la Ad’Or, Bronz în categoria Illustrations la New York Festivals 2014.

## Rețeaua BBDO
BBDO este o rețea internațională de agenții de publicitate cu sediul în New York, SUA. Rețeaua își are originile în agenția Batten Co. înființată în 1891 de către George Batten și apoi în fuziunea acesteia în 1928 cu agenția BDO (Barton, Durstine & Osborne).
Rețeaua BBDO a fost numită de către Gunn Report „Cea mai premiată rețea de agenții din lume” în 2010, dar a deținut aceeași distincție și în anii 2009, 2008 și 2007. Cu 15.000 de angajați în 287 de sedii din 79 de țări, BBDO este cea mai mare dintre cele 3 rețele globale de agenții de publicitate (BBDO, DDB și TBWA) din portofoliul grupului Omnicom.